# Shakeel Ahmad
Shakeel Ahmad (né le 2 janvier 1956) est un homme politique indien, membre de la 12e et 14e Lok Sabha. Il est secrétaire général du Congrès national indien.